# Plaques de matrícula de Nunavut
Les plaques de matrícula dels vehicle de Nunavut es componen des del juliol de 2012 d'un sistema de combinació numèrica formada per sis xifres de color negre, ordenats en dos grups de tres i separades per un espai (ex. 123 456). El fons de la placa conté una imatge gràfica d'una escena nocturna amb un os polar, un inuksuk, aurores boreals i 25 estels. Centrat a la part inferior hi ha el nom del territori, "Nunavut", en alfabet llatí i "ᓄᓇᕗᑦ", en sil·làbics inuktitut, tots dos en negre. Només és obligatori portar la placa posterior.

## Història
El territori de Nunavut es va formar l'abril de 1999, per la divisió dels Territoris del Nord-oest. En el moment de la divisió, els governs d'ambdós territoris van acordar que Nunavut continués utilitzant les matrícules en forma d'os polar dels Territoris del Nord-oest, que s'estaven utilitzant des del 1970. Tot i que el disseny de les plaques era compartit, el govern dels Territoris del Nord-oest va mantenir-ne els drets d'autor. La placa utilitzada per Nunavut era diferent de la dels Territoris del Nord-oest perquè hi afegia el nom "NUNAVUT" a la part inferior i el sufix "N" darrera de la sèrie de la matrícula (ex. 12345N).
El 2010, el govern dels Territoris del Nord-oest va decidir actualitzar la seva versió de la placa en forma d'ós polar. Al seu torn, el govern de Nunavut va optar per un nou disseny de placa rectangular. El 3 d'agost de 2011, Nunavut va anunciar que es celebraria un concurs per escollir la nova placa.
Al concurs van participar 123 persones, amb un total de 200 dissenys presentats. El 6 de març de 2012, Ron Froese, resident d'Iqaluit, va ser nomenat guanyador i rebent un premi de 1.500 dòlars i els tres finalistes 500 dòlars cadascun. El seu disseny consistia en una escena nocturna amb un os polar, un inuksuk, tres estels d'aurores boreals per representar les tres regions que conformen Nunavut (Kitikmeot, Kivalliq i Qikiqtaaluk) i 25 estels per representar les comunitats del territori. Aquest disseny va entrar en vigència per primer cop el juliol de 2012.

### Models de 1999 fins avui dia
| Imatge | Data d'expedició | Disseny | Lema                                      | Combinació utilitzada | Notes                                                                                           |
| ------ | ---------------- | --- | ----------------------------------------- | --------------------- | ----------------------------------------------------------------------------------------------- |
|        | Abril 1999       | Caràcters en blau sobre fons blanc en una placa amb forma d'os polar. "NUNAVUT" centrat a baix. | "EXPLORE CANADA'S ARCTIC" centrat a dalt. | 12345N                | La forma de la placa queda circumscrita dins les mides estantard de 6" × 12" (15,24 x 30,48 cm) |
|        | Juliol 2012      | Caràcters en negre sobre una imatge gràfica de fons una imatge gràfica amb un os polar, un inuksuk, aurores boreals i 25 estels. "Nunavut" en alfabet llatí i en sil·labari inuktitut centrat a baix. | Sense lema.                               | 123 456               |                                                                                                 |

## Altres tipus

### Vehicles tot terreny
Els quads i motos de neu utilitzen des del 2012 el mateix disseny de placa que els vehicles de passatgers, però amb una combinació formada per la lletra "A" (d'All Terrain Vehicle) seguida de cinc xifres (ex. A12 345).

### Motocicletes
Des del 2012 utilitzen el mateix disseny que els vehicles però amb una combinació formada per la lletra "M" seguida de cinc xifres (ex. M12 345).

### Vehicles de lloguer
Des del 2012 utilitzen el mateix disseny que els vehicles però amb una combinació formada per la lletra "R" seguida de cinc xifres (ex. R12 345).

### Trailer
Des del 2012 utilitza una combinació de caràcters en negre sobre fons groc, formada per la lletra "T" (de Trailer) seguida de cinc xifres (ex. T12 345).

### Vehicles governamentals
Des del 2012 utilitzen el mateix disseny que els vehicles però amb una combinació formada per la lletra "G" (de Governemnt) seguida de cinc xifres (ex. G12 345).

### Taxis
Des del 2012 utilitzen el mateix disseny que els vehicles però amb una combinació formada per la lletra "P" (de Public) seguida de cinc xifres (ex. P12 345).